# 天平上的馬爾濟斯
《天平上的馬爾濟斯》（JUSTICE FOR LOVE）是由映畫傳播製作、公視播映之推理偶像劇，劇情描述一群年輕有憧憬的準司法官，在追尋愛與正義、情與法之間所必須面對之層層考驗與磨練。
此劇獲得「九十五年度行政院新聞局優質高畫質電視節目」補助。

## 主演
（依照片頭順序排列）
| 演員   | 角色   | 人物簡介、關係 |
| 李康宜 | 江若羽 | 在別人眼中，她簡直像隻過動的小小寵物犬馬爾濟斯。大學法律系才剛畢業就通過司法官特考，家人和朋友都叫她小羽。她是個無可救藥的戀物癖，深諳精品考古學，懂得各種精品的價格、數量與年代，目的不在於擁有，而在於網拍、小賺它一筆。隨時充滿活力與熱情，且會像瘟疫一樣傳染給所有人。喜歡子捷。 |
| 林佑威 | 徐子捷 | 英挺岸偉，眼神深邃，看似不修邊幅、粗線條、偶爾甚至有點粗暴，但其實心思細膩、觀察入微。永遠不懂怎麼打領帶，卻深諳各種作物與土壤的習性，從小在籃球鬥牛賽養成對人性的洞悉。但他和哥哥子祥曾因為年少輕狂的無心之過，導致哥哥被退學誤入歧途，讓子捷從此失去了最親密的大哥，也深刻體認到罪與罰的背後，經常存在著荒謬的偏見，於是他對司法和法律總是打滿了問號。他的出身與經歷，使得他比起同儕更能打破法律的框框條條，但也因而闖了不少禍。小羽司訓所同期同學，喜歡小羽。 |
| 張 世  | 劉建達 | 資深檢察官，人稱劉檢，小羽則叫他「師父」。雖是個人稱正義使者的檢察官，但他從不擺架子，看起來一點都不像個檢察官。動如脫兔、靜如處子，是他辦案的寫照。針對他經手的每個案子，他總是不厭其煩地細究加害者與被害者背後的故事，目的就是為了不輕易冤枉任何人、也不輕易錯放任何人。「勿枉勿縱」這個老掉牙的格言，即是他一生自勉信念。 |
| 翁家明 | 建平   | 內政部部長、青芸之父，出身農村家庭，是少數歷經政黨輪替後，以能力見長而博得層峰青睞的政壇之星。 |
| 太 保  | 吳振源 | 中年男子、未婚，事母至孝，他和母親相依為命，共同守著一家老式雜貨店；也為了照顧罹患糖尿病的母親，遲至中年未婚。十年前愛上秀娟，卻因為秀娟的死亡而蒙冤入獄服刑，他的人生從此毀滅。在獄中蹲了八年之後，他終於恍然大悟地想通了秀娟的死因，並透過獄外的友人（浩子）開始展開一段秘密的復仇計劃。這個復仇計劃卻一點都不血腥……。 |
| 陳慕義 | 老楊   | 資深刑警，個性開朗樂於助人，年輕時跟著劉建達四處奔波辦案，兩人建立出不可言喻的革命情感。 |
| 馬志翔 | 徐子祥 | 子捷的哥哥，就讀高中時，永遠是全校前三名的資優生，卻為了一個小事件遭校方無理退學，被父母親逐出家門，從此走上江湖這條不歸路。 |
| 陸明君 | 周文齊 | 資深檢察官，辦案方法常惹爭議，看似過度武斷、過度主觀，卻自有她一套言之成理的邏輯。有時，你會以為她誤用正義、濫用權力，但其實，她採取的只是威嚇式的心理學計謀；她的武斷與偏執，無非是捍衛正義的一種戰鬥姿態，那也是她特有的一款溫情……。子捷的師父。 |
| 曾珮瑜 | 青芸   | 她來自都市，一個豐裕的權貴家庭，父親是內政部長。她不識貧窮滋味，看似冰冷而高不可攀，其實內心熱情且渴望朋友。由於過慣了優渥生活，簡直像個生活白痴。她崇拜父親，因而想成為法官，但卻不想頂著父親的光環過日子。母親為她安排好的婚事，讓她懊惱極了。對方是個律師，陳俊揚，年紀輕輕即已名震法界，二人郎才女貌，理當是一對佳偶，但青芸覺得幸福應該是操縱在自己手上，追求心目中的真愛……。小羽司訓所同期同學，喜歡子捷。                                                 |
| 路斯明 | 陳俊揚 | 他是那種從小就把自己規劃得好好的人，且分秒不差地實現自己的規劃。年紀輕輕就當上律師，因經手過幾個著名案件而名震法界。雖年少得志而不免有幾分心高氣傲，在訴訟的攻防中，律師註定是檢察官的天敵，他的冷靜、辯才無礙、條理分明，連一些資深檢察官都不得不佩服；但他的過度冷靜，不免讓人認為他就像冷血的蛇；其實，他仍有自己的理想與熱情……。青芸非血親的哥哥，喜歡青芸。                                                                                                 |

## 情商演出
（依照片尾順序排列）
| 演員   | 角色   | 人物簡介、關係                                                                       |
| 王渝文 | 施碧雲 | 青芸母親，涂建平之妻。出身富貴家庭，大學畢業後就跟建平結婚生女，生活無憂無慮。       |
| 李淑楨 | 方秀娟 | 小羽母親，於棲蘭山上登山時，遭人推落山谷；十年後，宜蘭地檢署重新調查她的懸疑情殺案。 |
| 喜 翔  | 郭永進 | 黑道大哥，是涂建平從小到大的死黨。                                                   |
| 蔡阿炮 | 江有為 | 小羽養父，深愛秀娟，視小羽如己出。                                                   |
| 陳博正 | 徐來福 | 子捷之父親。                                                                         |
| 王明台 | 嚴文輝 | 郭永進的手下                                                                         |

## 參與演出
（依照片尾順序排列）
| 演員   | 角色           | 人物簡介、關係                                                                                 |
| 王建隆 | 張正浩（浩子） | 個性滑溜的慣竊，因捲入方秀娟命案因而招惹上禍端。                                               |
| 陳彥儒 | 邱博彥（烏龜） | 小羽司訓所同期同學，喜歡小羽。綽號「烏龜」，做任何事永遠都是慢吞吞，但觀察力卻出人意外地敏銳。 |
| 梁修治 | 詹檢察長       | 劉建達和周文齊的長官，個性嚴謹。                                                               |
| 馮媛甄 | 沈亦欣         | 小羽司訓所同期同學，個性愛美且神經大條，常講錯話也不自覺，大家都稱呼她「傻妹」。               |
| 徐 可  | 黃秋雯         | 小羽司訓所同期同學。                                                                           |
| 韓宜邦 | 羅佑平         | 個性高傲自大的男生，喜歡在課堂上搶鋒頭。                                                       |
| 張 龍  | 爺爺           |                                                                                                |
| 江青霞 | 江奶奶         | 小羽的奶奶。                                                                                   |
| 王滿嬌 | 振源母         | 吳振源的母親，認識也喜歡小羽過世的媽媽，而小羽稱她「吳奶奶」。                                 |
| 陳希聖 | 授課法官蔡鏡波 |                                                                                                |
| 王希華 | 司訓所所長     |                                                                                                |
| 李全忠 | 葉永茂次長     |                                                                                                |
| 鍾倫理 | 管理組組長     |                                                                                                |
| 佃心怡 | 女主播         |                                                                                                |
| 鄭禹瑄 | 小小羽         |                                                                                                |
| 陳文政 | 小浩子         |                                                                                                |

## 音樂

### 片頭曲
- 歌名：清晰又遙遠
- 作詞：亂彈阿翔
- 作曲：亂彈阿翔
- 演唱：亂彈阿翔

### 片尾曲
- 歌名：尋找
- 作詞：亂彈阿翔
- 作曲：亂彈阿翔
- 演唱：亂彈阿翔

## 劇組人員
（依照片尾順序排列）
- 導演：王明台
- 監製：張朝晟
- 製作人：郭建宏、張曼娜
- 製作協調：朱慕蓉
- 編劇：黃志翔
- 片頭設計：鄭靄雲
- 統籌：林曉菁
- 企劃：詹婕瑜、楊啓仙
- 製片：李英杰、任子成
- 製作助理：朱緯霖、魏辰諭
- 場記：劉心柔
- 攝影棚：劉恩傑
- 攝影工程：大川大立數位影音、簡新佑、李冠賢、陳加融
- 燈光器材：
- 燈光：吳信賢、林俊男
- 美術：卓超群、林佑聖
- 道具：范家瑋、徐同誼、張?君
- 場務：林志豪、羅文清、王聖傑
- 造型：陳玉枝
- 髮型設計：悅萱髮藝、JOE Jasper Jok
- 梳妝：楊淑娟
- 化妝：張雲雁
- 梳妝助理：許杏
- 服裝：吳雅菁
- 據照：康恩得、詹美慧
- 場務器材：協明企業社、永昇汽車租賃社、宗來影視器材有限公司
- 剪接：吳寶玉、蕭智嘉、王雅玲、王婷芝
- 剪接助理：魏鳳萱、林秋君
- 剪接器材：好主意傳播有限公司
- 動畫製作：深入科技有限公司、bobby
- 片頭剪接：黃金盛
- 配樂：余政憲、亂彈阿翔
- 音效：杰端音樂有限公司
- 對白處理：周思叡
- 後製：彭睿穎

## 獎項紀錄
| 年份   | 頒獎典禮     | 獎項                 | 入圍者 | 結果 |
| ------ | ------------ | -------------------- | ------ | ---- |
| 2009年 | 第44屆金鐘獎 | 戲劇節目獎           | 公視   | 提名 |
| 2009年 | 第44屆金鐘獎 | 戲劇節目男主角獎     | 張世   | 提名 |
| 2009年 | 第44屆金鐘獎 | 戲劇節目女主角獎     | 李康宜 | 提名 |
| 2009年 | 第44屆金鐘獎 | 戲劇節目導演（播）獎 | 王明台 | 提名 |
| 2009年 | 第44屆金鐘獎 | 戲劇節目編劇獎       | 黃志翔 | 提名 |

## 作品的變遷
| 台灣公視 星期六21:00 - 22:55            | 台灣公視 星期六21:00 - 22:55                 | 台灣公視 星期六21:00 - 22:55 |
| --------------------------------------- | -------------------------------------------- | ---------------------------- |
|                                         | 天平上的馬爾濟斯 （2008.11.15 - 2009.01.17） |                              |
| Heart心心相印 （2008.7.12 - 2008.11.8） | 心星的淚光 （2009.01.24 - 2009.04.04）       |                              |

| 台灣HiHD 星期一~星期五20:00 - 20:55  | 台灣HiHD 星期一~星期五20:00 - 20:55          | 台灣HiHD 星期一~星期五20:00 - 20:55 |
| ------------------------------------ | -------------------------------------------- | ----------------------------------- |
|                                      | 天平上的馬爾濟斯 （2009.04.01 - 2009.04.28） |                                     |
| 幸福捕手 （2009.03.04 - 2009.03.31） | 心星的淚光 （2009.04.29 - 2009.05.28）       |                                     |

| 新加坡星和都會台 星期三至五19:00-20:00 | 新加坡星和都會台 星期三至五19:00-20:00       | 新加坡星和都會台 星期三至五19:00-20:00 |
| -------------------------------------- | -------------------------------------------- | -------------------------------------- |
|                                        | 天平上的馬爾濟斯 （2009.05.14 - 2009.06.26） |                                        |
| 霹靂MIT （2009.03.19 - 2009.05.13）    | 我的億萬麵包 （2009.07.01 - 2009.08.13）     |                                        |